# Androcharta giganteum
Androcharta giganteum là một loài bướm đêm thuộc phân họ Arctiinae, họ Erebidae.